# Românii din Podolia
Românii din Podolia sunt un grup etnic ce s-a înfăptuit în perioada medievală mai ales prin colonizări în statul medieval lituanian.
Cele mai importante așezări au fost: Movilău, Iaruga, Iampol, Rașcov, Silimbria, Râbnița, Camenca, Balta, Ușița, Ustea, Tulcin, Șmerinca, Berșad.